# Homer D. Hagstrum
Homer Dupree Hagstrum (* 11. März 1915 in St. Paul (Minnesota); † 7. September 1994 in Summit (New Jersey)) war ein US-amerikanischer Experimentalphysiker (Oberflächenphysik).
Hagstrum studierte an der University of Minnesota in Minneapolis mit dem Bachelor-Abschluss 1936, dem Master-Abschluss 1939 und der Promotion in Physik 1940. Anschließend war er ab 1940 an den Bell Laboratories, arbeitete im Zweiten Weltkrieg am Radar und war 1954 bis 1978 Leiter der Abteilung Oberflächenphysik an den Bell Laboratories. 1985 beendete er dort seine Karriere als Forschungsphysiker an den Bell Labs.
Hagstrum war ein Pionier der Oberflächenphysik. 1961 entwickelte er eine spezielle Vakuumkammer, die vielfach als Modell diente.
1949 wurde er Fellow der American Physical Society (deren Abteilung Electron and Atomic Physics er 1957 vorstand) und 1976 Mitglied der National Academy of Sciences. 1974 erhielt er den Medard W. Welch Award (für Pionierbeiträge zu Untersuchungen in ultrahohem Vakuum an Festkörperoberflächen, speziell für die Inkorporation mehrerer experimenteller Messungen an kontrollierten, individuellen Oberflächen in einer Vakuumkammer, der Entwicklung einer experimentellen Technik zur hochpräzisen Messung der Energieverteilung von aus Oberflächen emittierter Elektronen durch die Neutralisierung langsamer Ionen und die Anpassung dieser Technik für die Spektroskopie der Elektronenstruktur gut charakterisierter Festkörperoberflächen als Folge der Aufklärung des physikalischen Mechanismus hinter diesem Neutralisierungsprozess (Laudatio)) und 1975 mit James J. Lander den Davisson-Germer-Preis für mikroskopische Pionieruntersuchengen der physikalischen und chemischen Eigenschaften spezifisch präparierter Oberflächen von Metallen und Halbleitern (Laudatio).